# Институт Стивена Рота
Институт Стивена Рота (ивр. מכון סטפן רוט‎) — научно-исследовательский институт по изучению современного антисемитизма и расизма при Тель-Авивском университете в Израиле. Это информационный ресурс, форум для научных дискуссий и научный фонд содействия исследованиям по вопросам, касающимся антисемитских и расистских теорий и проявлений. Основным направлением деятельности института является социальная и политическая эксплуатация этих явлений в период после окончания Второй мировой войны и влияние на них исторического фона.

## История
Институт был основан как проект по изучению антисемитизма осенью 1991 года, и до 2010 года им руководила профессор Дина Порат из Тель-Авивского университета. С тех пор доктор Ури Скотт с факультета еврейской истории Тель-Авивского университета был директором Института Стивена Рота. Институт расположен на факультете гуманитарных наук Тель-Авивского университета и связан с Библиотекой Винера по изучению периода нацизма и Холокоста в Тель-Авиве, где хранится одна из самых богатых в мире коллекций документов, связанных с фашистскими и антисемитскими режимами и движениями. Институт развивает сотрудничество с университетами и научно-исследовательскими институтами за пределами Израиля.

## Деятельность
Деятельность института охватывает следующие темы:
- Ведение аккредитованной базы данных, свободно доступной в Интернете, документирующей подробности антисемитских инцидентов по всему миру.
- Организация научных конференций и симпозиумов в Тель-Авивском университете, которые объединяют исследователей с целью представления статей и обсуждения конкретных тем как самостоятельно, так и в сотрудничестве с исследовательскими институтами в Израиле и за рубежом.
- Публикация ежегодного обзора антисемитских событий и тенденций во всем мире.
- Прием приглашенных лекторов из-за рубежа, исследования которых посвящены различным аспектам антисемитизма и расизма.
- Участие в ежегодных конференциях, периодических семинарах и научных собраниях Международного консорциума по изучению антисемитизма и расизма в сотрудничестве с Институтом изучения антисемитизма им. Переса в Лондоне и Центром исследования антисемитизма Берлинского технического университета[нем.], а также с другими учреждениями.
- Поддержка студентов-исследователей и исследователей Тель-Авивского университета, чьи исследования способствуют пониманию антисемитизма и расизма.
- Постоянная исследовательская группа студентов-исследователей и докторантов Тель-Авивского университета.
- Публикация исследований о конкретных аспектах антисемитизма и расизма.
- Инициирование исследований конкретных аспектов антисемитизма и расизма. С этой целью институт применяет междисциплинарный подход, опирающийся на возможности и ресурсы других факультетов Тель-Авивского университета